# Президентские выборы в Венесуэле (2018)
Президентские выборы 2018 года в Венесуэле прошли 20 мая. Считаются внеочередными выборами, так как планировались на декабрь 2017 года, затем 22 апреля 2018 года, но позже были отложены до мая 2018 года. Как порядок проведения выборов, так и результаты вызвали протест большинства стран Запада и Латинской Америки ().

## Фон
После смерти президента Уго Чавеса в 2013 году Венесуэла переживала тяжёлый социально-экономический кризис во время президентства его преемника Николаса Мадуро. Из-за высокого уровня насилия в городах, инфляции и хронического дефицита основных товаров проходили гражданские протесты.

## Избирательная система
Президент Венесуэлы избирается большинством в один тур голосования.

## Оппозиция

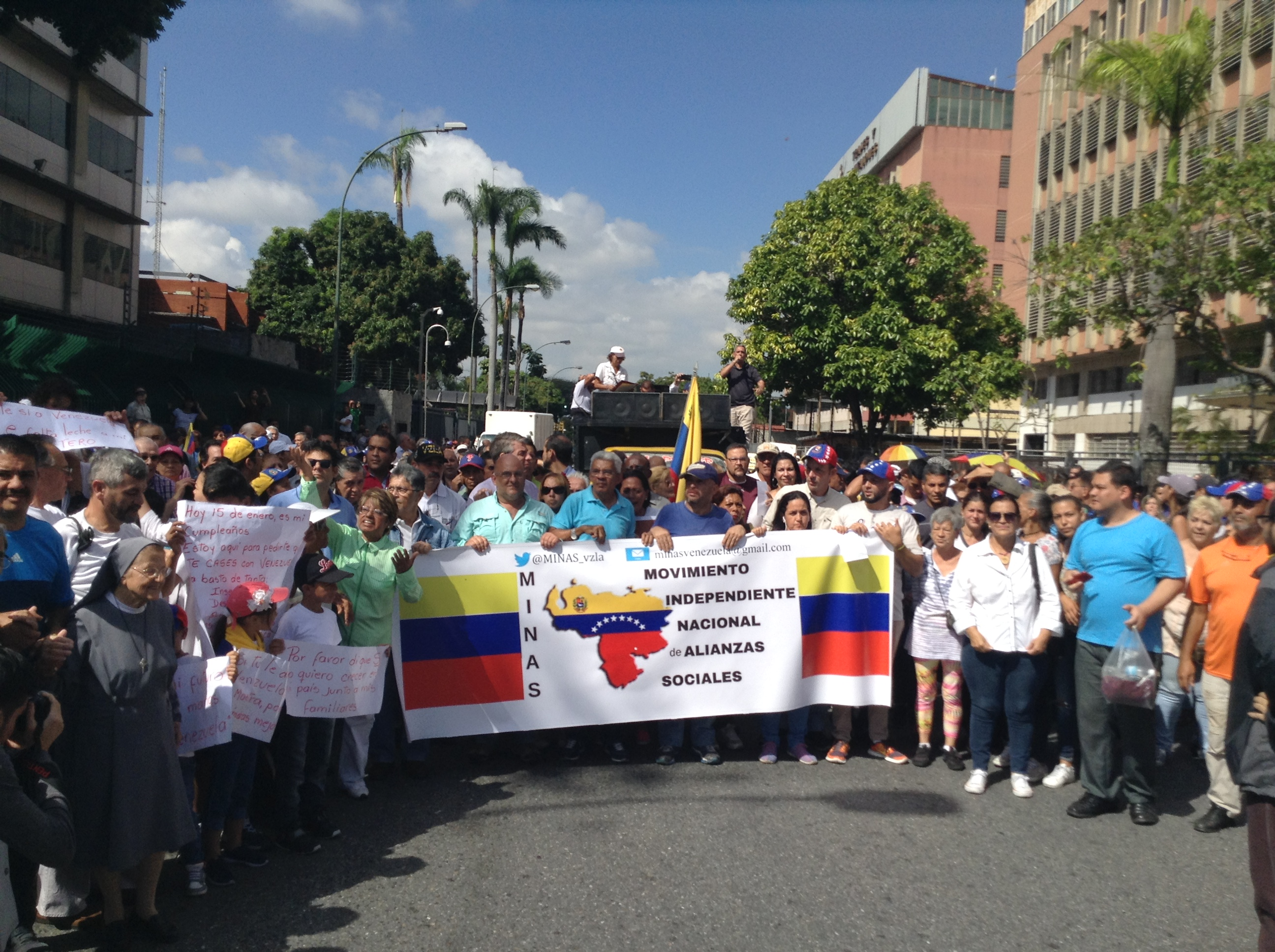
Марш в поддержку кандидатуры Лоренсо Мендоса 15 января 2018 года

Круглый стол демократического единства (MUD) заявил, что будет бойкотировать президентские выборы.
Большинство популярных лидеров и других членов оппозиции не смогли баллотироваться из-за привлечения их к уголовной ответственности. К ним относятся Энрике Каприлес (кандидат на 2012 и 2013 выборы), Леопольдо Лопес (приговорен к почти 14 годам тюрьмы из-за Венесуэльских протестов), Антонио Ледесма (арестован в 2015 году и позже помещен под домашний арест), Фредди Гевара (с него была снята депутатская неприкосновенность и скрылся в резиденции посла Чили) и Дэвид Смолянский (ныне в изгнании), а также Мария Корина Мачадо и Мигель Родригес Торрес, бывший министр обороны и диссидент—чавист, также в заключении.

## Кандидаты в президенты
Официально зарегистрировано 5 кандидатов на пост президента страны. Однако позднее Луис Ратти отказался от участия в выборах и число кандидатов сократилось до 4.

### Зарегистрированы

#### Николас Мадуро

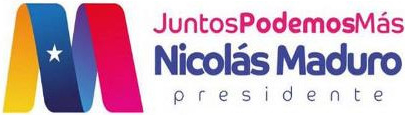
Логотип президентской кампании Николаса Мадуро

Кандидатура Мадуро была официально выдвинута 2 февраля на заседании правящей партии — Единой социалистической партии Венесуэлы. 27 февраля 2018 года коммунистическая партия Венесуэлы также выдвинула кандидатуру нынешнего главы государства на пост президента страны на предстоящих выборах.

#### Энри Фалькон
9 февраля партия Прогрессивное движение выдвинуло кандидатуру Фалькона на пост президента на выборах, которые пройдут в апреле (были отложены на 20 мая).

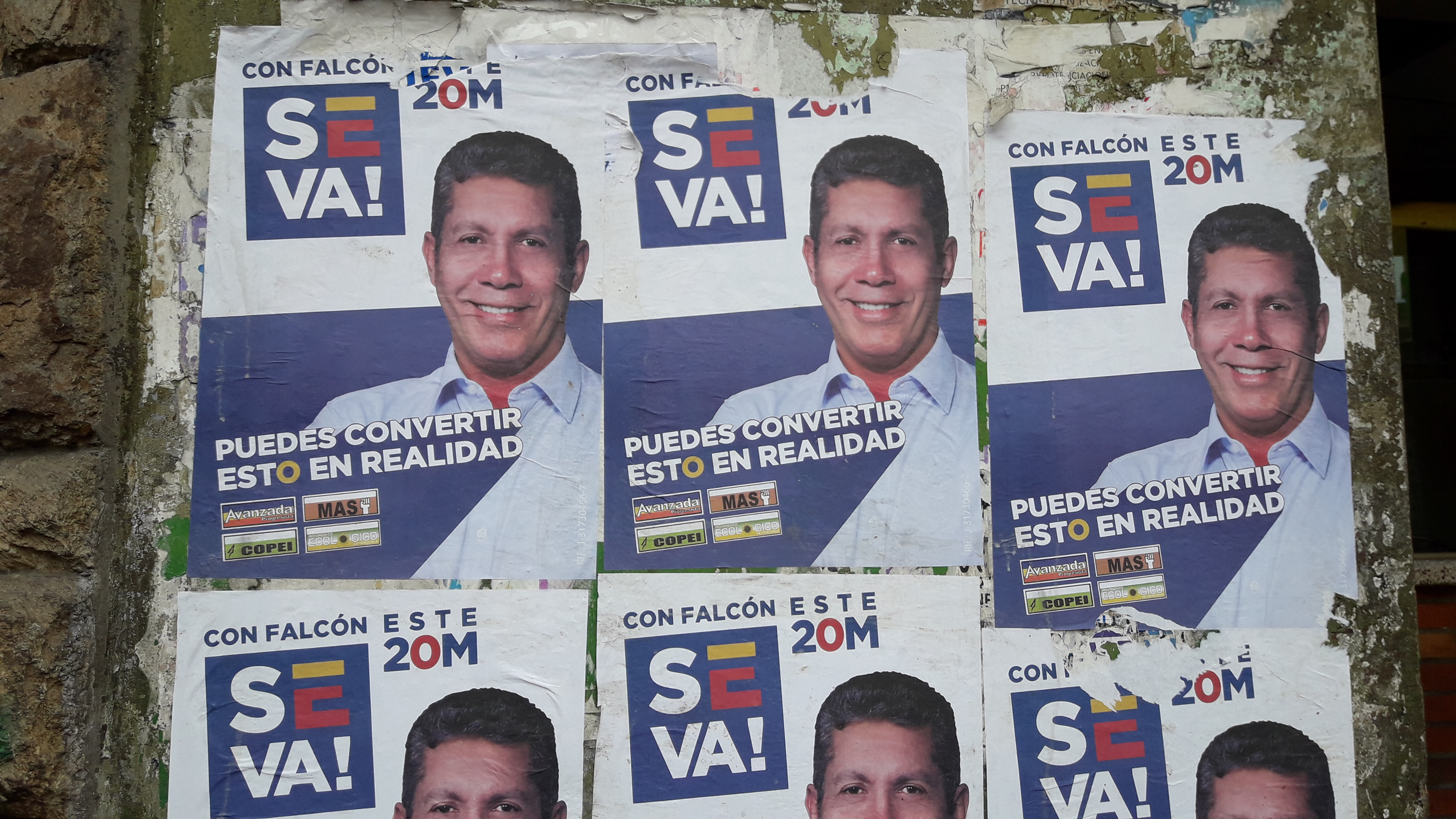
Плакаты кампании Фалькона в Каракасе.

#### Рейнальдо Кихада
Инженер-электрик, представитель «критического чавизма», редактор сайта Aporrea. 21 февраля объявил о своей кандидатуре, а 27 февраля официально зарегистрировался.

### Выбывшие

#### Франсиско Осорио
6 марта не был зарегистрирован кандидатом в президенты.

#### Луис Ратти
8 мая вышел из предвыборной гонки в пользу Анри Фалькона.

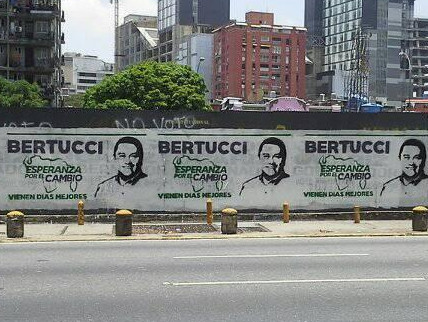
Настенные росписи Бертуччи в районе Альтамира, Каракас

## Результаты

Страны признающие (зелёный) и не признающие (красный) президентские выборы в Венесуэле

| Кандидат                                                                                         | Партии                                                                                               | Голосов    | %       |
| ------------------------------------------------------------------------------------------------ | --- | ---------- | ------- |
| Николас Мадуро                                                                                   | Единая Социалистическая партия Венесуэлы , Мы Венесуэла, Коммунистическая партия Венесуэлы, Тупамаро | 6 248 864  | 67,84 % |
| Энри Фалькон                                                                                     | КОПЕЙ, Прогрессивный альянс, Последовательное развитие, Движение к социализму                        | 1 927 958  | 20,93 % |
| Хавьер Бертуччи                                                                                  | Независимый                                                                                          | 983 140    | 10,82 % |
| Рейнальдо Кихада                                                                                 | Народное политическое единство-89                                                                    | 36 132     | 0,39 %  |
| Действительных голосов                                                                           | Действительных голосов                                                                               | 9 209 777  | 98,1 %  |
| Недействительные голоса                                                                          | Недействительные голоса                                                                              | 177 672    | 1,89 %  |
| Общая                                                                                            | Общая                                                                                                | 9 387 449  | 100     |
| Зарегистрированных избирателей/явка                                                              | Зарегистрированных избирателей/явка                                                                  | 20 526 978 | 46,07 % |
| Источник: Национальная избирательная комиссия Архивная копия от 9 ноября 2020 на Wayback Machine | |            |         |

## После выборов

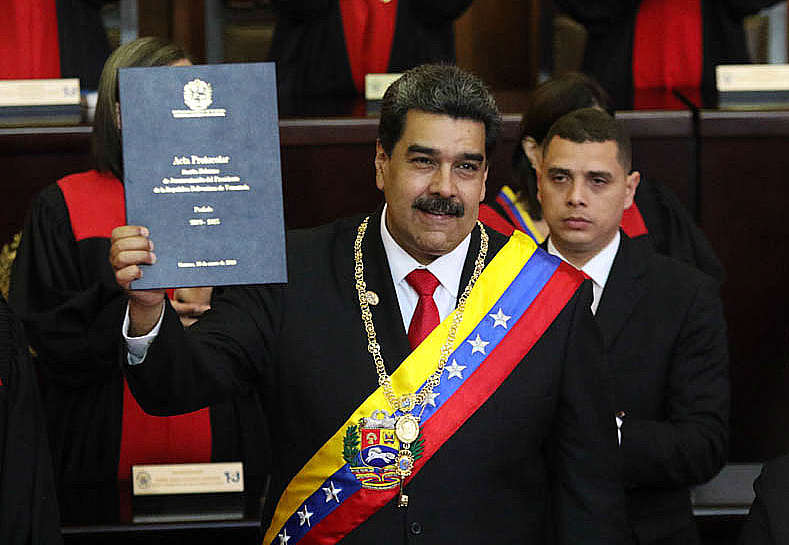
Николас Мадуро после второй инаугурации в 2019 году

Энри Фалькон не признал результаты выборов и заявил, что уедет из страны уже на следующий день.

## Критика
Бывший судья Верховного суда Венесуэлы
Кристиан Зерпа, бежавший 6 января 2019 года в США,
назвал выборы 2018 года незаконными.

## Международная реакция

### Негативная
Выборы вызвали протест со стороны большинства стран Запада, а также Латинской Америки. Четырнадцать стран, включая Аргентину, Бразилию и Канаду, отозвали своих послов из Каракаса в знак протеста против результатов выборов. По той же причине США наложили на Венесуэлу дополнительные экономические санкции. Президент США Дональд Трамп призвал к проведению новых выборов и прекращению репрессий в Венесуэле. Большинство стран мира проигнорировало инаугурацию Мадуро.
Лидер оппозиционного парламента Венесуэлы Хуан Гуайдо 23 января 2019 года объявил себя временным президентом страны. Заявили о признании Гуайдо 19 стран: Австралия, Албания, Аргентина, Багамские Острова, Бразилия, Гаити, Гватемала, Гондурас, Грузия, Дания, Доминиканская Республика, Израиль, Канада, Колумбия, Коста-Рика, Панама, Парагвай, Перу, США, Чили, Эквадор.
Поддержала оппозиционный парламент во главе с Гуайдо 21 страна: Австрия, Болгария, Венгрия, Греция, Ирландия, Республика Кипр, Люксембург, Латвия, Литва, Мальта, Португалия, Польша, Румыния, Словения, Словакия, Финляндия, Хорватия, Чехия, Швеция, Эстония.
Могут признать Гуайдо после 3 февраля (когда закончится ультиматум с призывом провести новые выборы) ещё 5 стран: Великобритания, Германия, Испания, Нидерланды, Франция.
Европейский парламент признал лидера венесуэльской оппозиции Хуана Гуайдо легитимным временным президентом Венесуэлы. Евродепутаты одобрили соответствующую резолюцию 439 голосами «за», при 104 против и 88 воздержавшихся.

### Позитивная
Своих представителей на инаугурацию Мадуро прислали меньше двух десятков стран, — в том числе Иран, Китай, Турция, Мексика и Россия, которая давно поддерживает социалистические власти Венесуэлы.
Президент России Владимир Путин поздравил Н. Мадуро с переизбранием и пожелал ему успеха в решении социальных и экономических проблем страны.
Поддержали Николаса Мадуро 10 стран: Белоруссия, Боливия, Иран, Мексика, Китай, Куба, Никарагуа, Россия, Сальвадор, Турция.

### Нейтральная
ООН осталась нейтральной, призвав все политические силы к диалогу.

## Реакция в Венесуэле
Мадуро поддерживают вооруженные силы страны. В частности, министр обороны Венесуэлы Владимир Падрино Лопес в твиттере сказал о приверженности Мадуро. Верховный суд страны также состоит из сторонников Мадуро. Он постановил, что все действия, предпринятые председателем Национальной ассамблеей Гуайдо являются недействительными.
Государственная нефтяная компания PDVSA, на долю которой приходится большая часть экспорта Венесуэлы, выразила поддержку Мадуро.
Глава Национального учредительного собрания Венесуэлы Дисдадо Кабельо призвал сторонников Мадуро выйти на улицы с целью защиты законного президента страны.
Генеральный прокурор Венесуэлы Тарек Вильям Сааб попросил Верховный суд страны запретить лидеру венесуэльской оппозиции Хуану Гуайдо выезжать из страны, а также заморозить его счета в банке.
Глава Национальной ассамблеи Венесуэлы Хуан Гуайдо заявил, что оппозиция не желает участвовать в диалоге с правительством страны.
Глава венесуэльского МИДа Хорхе Арреас Власти заявил, что власти Венесуэлы находятся в контакте с властями Мексики и Уругвая по поводу посредничества для организации диалога между властями и оппозицией. Также он рассказал, что Россия заинтересована в посредничестве, однако пока не делала официальных предложений по данному вопросу.